# Ortwin Smailus
Ortwin Smailus (* 19. Oktober 1941 in Wünschensuhl, Landkreis Eisenach) ist ein deutscher Altamerikanist. Er war von 1985 bis 2006	Professor für Altamerikanische Sprachen und Kulturen an der Universität Hamburg.

## Leben und Werk
Der Sohn eines Malermeisters übersiedelte 1950 mit seinen Eltern von der DDR nach Frankfurt am Main, wo er 1962 das Abitur ablegte. Anschließend studierte er an der Goethe-Universität Frankfurt Völkerkunde, Englisch und Geographie; 1965 wechselte er an die Universität Hamburg, wo er (Alt-)Amerikanistik, Völkerkunde und Vorgeschichte belegte. Mit der Sprachanalyse eines Dokuments von 1610–12 im Maya-Chontal von Acalan wurde er 1973 in Hamburg zum Dr. phil. promoviert. Seine Habilitation folgte 1984 ebenda, anschließend lehrte er in Hamburg als Privatdozent für Altamerikanische Sprachen und Kulturen. Von 1985 bis zu seinem Eintritt in den Ruhestand 2006 war er Professor für Altamerikanische Sprachen und Kulturen, wobei er selbst die Bezeichnung „Mesoamerikanistik“ bevorzugte. Er war von 1988 bis 1990 Direktor des Archäologischen Instituts, von 1991 bis 1993 Fachbereichssprecher und 1997/98 Dekan des Fachbereichs Kulturgeschichte und Kulturkunde der Hamburger Universität.
Smailus beschäftigt sich vorwiegend mit der Linguistik der Maya-Sprachen und der Ethnographie der heutigen Maya. In seiner Dissertation beschrieb Smailus Grammatik und Lexikon des Acalán Chontal, einer kolonialzeitlichen Varietät des Chontal. Daneben hat Smailus weitere Arbeiten zu den kolonialzeitlichen Varietäten anderer Maya-Sprachen vorgelegt, so etwa zum K'iche', Kaqchikel und Yukatekischen Maya. 

## Schriften (Auswahl)
- Das Maya-Chontal von Acalan. Sprachanalyse eines Dokumentes aus den Jahren 1610/12. Dissertation Hamburg 1973, OCLC 52181579.
- El maya-chontal de Acalán. Análisis lingüístico de un documento de los años 1610–12 (= Cuaderno - Centro de Estudios Mayas 9). UNAM, Coordinación de Humanidades, México 1975.
- Textos mayas de Belice y Quintana Roo. Fuentes para una Dialectología del Maya Yucateco. Gebr. Mann, Berlin 1975.
- Gramática del Maya Yucateco colonial. Wayasbah, Hamburg 1989, ISBN 3-925682-09-0.